# IPad Pro (3e génération)
L' iPad Pro de 3e génération est une gamme de tablettes iPad conçues, développées et commercialisées par Apple Inc. Les deux modèles, avec un écran de 12,9 pouces ou 11 pouces, ont tous deux été annoncés le 30 octobre 2018 et étaient disponibles à l'achat le 7 novembre 2018. Cette génération d'iPad Pro est le premier iPad compatible avec le nouveau stylet Apple Pencil de deuxième génération. Comme la génération précédente, une meilleure prise en charge de la taille et du stylet est un point de différence avec les autres iPads disponibles d’Apple, mais la troisième génération d’iPad Pro est également le premier iPad à utiliser la reconnaissance faciale ( Face ID ) pour déverrouiller l’appareil.
Les mises à niveau de l'iPad Pro de deuxième génération incluent le processeur A12X Bionic plus puissant, une capacité de stockage allant jusqu'à 1 téraoctet et l'écran plus grand du 11 pouces (mis à niveau à partir d'un modèle de 10,5 pouces). L'iPad Pro de troisième génération présente également un nouveau design, avec un écran qui couvre une plus grande partie de la face avant et présente des coins arrondis. Le 11 pouces est la première génération de cette taille.

## Caractéristiques
L' IPad Pro de 3e génération est annoncé le 30 octobre 2018, lors d'un événement spécial Apple au Howard Gilman Opera House à Brooklyn, New York. Les modèles 2018 sont dotés de nouveaux écrans Liquid Retina bord à bord, de Face ID, d'appareils photo améliorés de 12 mégapixels et 7 mégapixels, d'un connecteur USB-C et de processeurs Apple A12X Bionic. Proposées dans des tailles de 11 et 12,9 pouces, l' IPad Pro de 3e génération est le premier modèle d'iPad à proposer un écran LCD tactiles (après l' iPhone X) et jusqu'à 1 To de stockage interne. Les modèles de 1 To disposent de plus de RAM que les tailles de stockage plus petites, avec une augmentation de 4 Go à   6 Go,. Ces appareils sont les premiers iPad à être dotés d'un connecteur USB Type-C, remplaçant le connecteur Lightning d'Apple, les deux appareils bénéficient pour la première fois de l'eSIM (qui remplace la carte SIM Apple intégrée de la génération précédente). La troisième génération d' iPad Pro est dépourvu de bouton d'accueil et de prise casque, une première dans la gamme iPad. De plus, ils ne disposent pas de Touch ID, qui est remplacé par Face ID utilisant un réseau de capteurs sur le cadre supérieur,. Contrairement aux modèles d'iPhone dotés de Face ID jusqu'à iOS 16, l' iPad Pro de troisième génération peut se déverrouiller dans n'importe quelle orientation. Il est sortie le 7 novembre 2018, uniquement disponible en argent et gris sidéral, les finitions or et or rose de la génération précédente ayant été supprimées. L'iPad Pro de 3e génération est l'iPad le plus fin lors de sa sortie avec 5,9 mm d'épaisseur, deuxième après l'iPad Pro 13 pouces de 7e génération avec 5.3 mm d'épaisseur.

## Retours
Les modèles iPad Pro de 2018 sont appréciés pour leurs écrans améliorés, leurs cadres plus fins, l'ajout de Face ID et les améliorations générales rendant cet iPad meilleur que le précédent. Ben Sin de Forbes note que même si l'écran est toujours un écran LCD, le 120Hz le rend plus réactif. Le passage à un connecteur USB-C reçoit une réponse mitigée ; une prise en charge plus facile des moniteurs externes et un chargement plus universel des appareils sont ajoutés au prix de dongles supplémentaires pour utiliser des câbles et des écouteurs plus anciens. Certains critiques notent que même si les mises à jour matérielles constituent de grands progrès, les limitations du système d'exploitation, notamment le manque de capacités de stockage externe, qui est résolu avec la mise à jour iPadOS 13, empêchent l'iPad Pro de rivaliser avec les ordinateurs traditionnels. L'augmentation des prix sur l'ensemble de la gamme est également critiquée,
iPadOS résout le manque de stockage externe sur les iPads en ajoutant la prise en charge du stockage externe.
Le châssis est critiqué pour se plier et se casser facilement. Les utilisateurs des forums signalent que l'iPad se plie après quelques jours d'utilisation, par exemple après l'avoir transporté dans un sac à dos. Le YouTubeur Zack Nelson publie ensuite une vidéo sur sa chaîne JerryRigEverything montrant l'appareil se fissurer et se casser en deux après avoir appliqué juste une petite pression avec ses mains au centre de l'appareil,. Nelson conclut que « les deux points les plus faibles sont exactement au centre de chaque côté de l'iPad Pro, la fissure s'est produite au niveau du trou du microphone, très mal placé, et du nouveau conduit de chargement de l'Apple Pencil 2 ». Les utilisateurs signalent que les appareils sont déjà pliés dès la sortie de la boîte, principalement des modèles cellulaires. Apple réagit rapidement à ces critiques, affirmant que cela était normal et qu'il ne s'agissait pas d'un problème, une réponse qui est critiquée par de nombreuses personnes,. Selon Apple, la flexion est un sous-produit de son nouveau processus de fabrication et entre dans leurs limites de tolérance. Apple ajoute une page d'assistance relative à ces problèmes.

## Chronologie
| Frise des modèles d'iPad |
| ------------------------ |
|                          |

Source : Archives de la Newsroom Apple.